# ArgoMoon
Argomoon  est un nano-satellite de 17 kilogrammes de format CubeSat 6U  de l'Agence spatiale italienne qui doit permettre d'évaluer le fonctionnement du second étage du lanceur  Space Launch System  et le déploiement des 12 autres CubeSats de la mission  Artemis I en novembre 2022. Le satellite doit contribuer à tester le recours à des satellites fortement miniaturisés pour des missions dans l'espace interplanétaire. Le satellite est réalisé par la société italienne Argotec. 

## Contexte et objectifs
La mission Artemis I est le premier vol du lanceur Space Launch System  avec le vaisseau spatial Orion. Dans le cadre de ce vol sans équipage le vaisseau spatial doit faire le tour de la Lune puis revenir vers la Terre et effectuer une rentrée atmosphérique. Le lanceur emporte une charge utile secondaire fixée au second étage ICPS (Interim Cryogenic Propulsion Stage). Celle-ci  composée de 10 CubeSats 6U. Ceux-ci seront déployés une fois que le second étage du lanceur aura injecté le vaisseau Orion sur sa trajectoire lunaire.
Argomoon est le premier CubeSat qui sera déployé. Après avoir corrigé son orientation et déployé ses panneaux solaires, il devra identifier l'étage du lanceur ICPS à l'aide de ses instruments puis, après avoir manœuvré, photographier l'étage et le déploiement des autres CubeSats. Il utilisera ensuite sa propulsion pour rapprocher son apogée de la Lune et prendre des images du système Terre-Lune.

## Caractéristiques techniques
Argomoon est un nano-satellite de format CubeSat 6U c'est-à-dire que ses dimensions, sa masse et plusieurs de ses caractéristiques sont imposées par ce standard. C'est un parallélépipède rectangle de 10 x 20 x 30 cm avant déploiement de ses appendices (panneaux solaires, antennes, ...). Sa masse est de 14 kg dont 0,42 kg pour les ergols utilisés par la propulsion. Pour remplir sa mission le satellite est stabilisé sur 3 axes à l'aide d'un système acquis sur étagère comprenant un viseur d'étoiles, deux capteurs solaires, une centrale à inertie et des roues de réaction. Le CubeSat dispose de panneaux solaires, déployés en orbite. Les télécommunications sont réalisées  en bande X.

## Propulsion
Pour remplir sa mission il utilise un système propulsif intégré MiPS (Micro Propulsion Subsystem), développé par la société américaine VACCO, combinant un moteur-fusée à ergols liquides brûlant un ergol "vert" hypergolique (par exemple, le nitrate d’hydroxylammonium, HAN, voir : GPIM), et quatre petits propulseurs à gaz froid pour le contrôle d'attitude. L'ensemble tient dans un volume de 1,3 U et a une masse de 2,065 kg, consommables compris. Le moteur-fusée brûle indifféremment un des deux ergols verts LMP-103S ou AF-M315E et produit une poussée de 100 millinewtons et une impulsion totale de 783 N.s. (impulsion spécifique de 190 secondes). Le delta-V est de 56 m/s pour une masse du satellite de 14 kg. Le satellite emporte 420 grammes d'ergols et 215 grammes de gaz sous pression utilisé par les propulseurs à gaz froid.  

## Charge utile
La charge utile du CubeSat comprend deux caméras et un télémètre chargé de mesurer la distance entre le satellite et sa cible. Une des deux caméras est dotée d'un objectif grand angle et est utilisée pour obtenir l'image de grandes fractions du ciel afin de localiser le deuxième étage Orion. La deuxième caméra dotée d'un téléobjectif est utilisée pour prendre les photos détaillés du second étage et des autres CubeSats. Cette deuxième caméra fournit des images avec une résolution spatiale de 1 pixel/cm à une distance de 100 mètres. Les deux caméras sont dotés de détecteurs CMOS comprenant  4096 x 3072 pixels.    